# 中華人民共和國第十一屆全運會現代五項比賽
中華人民共和國第十一屆全運會的現代五項比賽在2009年10月23日至10月27日於烟台市体育公园、牟平区马术场進行，共設兩個小項，賽事首兩日為初賽，其後三日均頒發獎牌，共產出3面金牌。參與本屆全運會的運動員必須取得足夠積分方可參與本賽事。

## 預賽
本屆全運會現代五項的參賽資格會由多次的積分賽決定，取得足夠分數的運動員可取得出線資格。

## 獎牌分佈

### 男子
| 項目 | 金牌 | 金牌 | 银牌 | 银牌 | 铜牌 | 铜牌 |
| 個人 |      |      |      |      |      |      |
| 接力 |      |      |      |      |      |      |

### 女子
| 項目 | 金牌 | 金牌 | 银牌 | 银牌 | 铜牌 | 铜牌 |
| 個人 |      |      |      |      |      |      |

## 資料來源
1. ↑  .   [2009-07-28]. （原始内容存档于2009-10-31）.
2. ↑  .   [2009-07-28]. （原始内容存档于2016-03-04）.